# Becklespinax
A Becklespinax a nagy méretű theropoda dinoszauruszok egyik neme, amely három, magas tövisnyúlványú csigolya alapján ismert, amiket Samuel H. Beckles fedezett fel 1884-ben, az angliai Sussexben. A kormeghatározás szerint a fosszíliák a kora kréta időszakból származnak. A Becklespinax hossza 8 méter, a tömege pedig 1,5 tonna lehetett.

## Osztályozás
A rendszerezése nehéznek bizonyult. Típuspéldánya a BMNH R.1828 számú lelet, hauterivi-apti korú tengeri agyagkőben. Először a csigolyákat néhány theropoda foggal párosították, így létrejött, az spinosauroidea öregcsaládba tartozó Altispinax dunkeri. Később ezt a társítást alaptalannak vélték, és az Acrocanthosaurus új fajaként azonosították, Acrocanthosaurus altispinax néven. A lelet számára 1991-ben George Olshevsky a Sinraptoridae családban egy új nemet hozott létre, amely a felfedezője tiszteletére a Becklespinax nevet kapta. A típusfaj neve Becklespinax altispinax.